# IMAPI
Интерфейс для записи компакт-дисков (Image Mastering Applications Programming Interface, IMAPI) — это компонент операционной системы Microsoft Windows для записи CD и DVD. Впервые появился в Windows XP, существенно переработан (IMAPI v2) в Windows Vista и Windows Server 2008.

## Обзор
IMAPI позволяет создавать и записывать одно- и мультисессионные диски, включая загрузочные. Кроме того, предоставляет низкоуровневый доступ к библиотеке для поддержки новых устройств, а также к расширенным возможностям приводов. IMAPI поддерживает все основные форматы CD и DVD:
- Записываемые CD (CD-R). Также известны как CD Write Once
- Перезаписываемые CD (CD-RW)
- Записываемые DVD (DVD-R and DVD+R) (только в IMAPI v2)
- Перезаписываемые DVD (DVD-RW и DVD+RW) (только в IMAPI v2)
- DVD с произвольным доступом (DVD-RAM)
- Записываемый Blu-ray диск (BD-R) (только в IMAPI v2)
- Перезаписываемый Blu-ray диск (BD-RE) (только в IMAPI v2)
- Двухслойные записываемые DVD (DVD-R DL и DVD+R DL) (только в IMAPI v2)
- Дисковые носители других типов, такие как Iomega REV

IMAPI поддерживает запись в стандарте ISO 9660 (включая Red Book Audio), Joliet и Universal Disk Format (только в IMAPI v2).
Интерфейс IMAPI был переработан в Windows Vista и Windows Server 2008. Эта версия, известная как «IMAPI v2», позднее была выпущена как обновление к Windows XP и Windows Server 2003 после отзыва поставщиков оборудования и программ. Приложения Windows Vista Windows Media Player, Windows Media Center, Киностудия Windows, DVD-студия Windows и Windows Explorer используют IMAPI. Windows использует термин Mastered для дисков, созданных с использованием IMAPI, противопоставляя термину Live File System — файловой системы, использующей, в отличие от первого, поблочную запись (packet writing) без применения IMAPI.
IMAPI v2 имеет следующие особенности:
- API пользовательского режима вместо API режима ядра.[4]
- Работа со множеством оптических устройств, одновременную запись на несколько приводов.[5]
- Реализовано как DLL, а не служба в случае Windows XP.[6]
- Поддержка сценариев VBScript.[4]
- Блокировка привода в процессе записи[5]

## Windows Feature Pack For Storage 1.0
19 июня 2009 года Microsoft выпустила пакет обновления Windows Feature Pack For Storage 1.0. Этот выпуск добавляет в IMAPI 2.0 поддержку записываемых (BD-R) и перезаписываемых (BD-RE) дисковых носителей Blue-ray. Также добавлена поддержка файловой системы Universal Disk Format (UDF) версии 2.5. Пакет Windows Feature Pack for Storage доступен для Windows XP и более поздних версий.